# Brozzo
Brozzo (Broh nel dialetto locale) è una frazione del comune bresciano di Marcheno posta a monte del centro abitato.

## Storia
La località è un villaggio agricolo della Val Trompia di antica origine.
Nel 1527 una grande alluvione del Mella colpisce la Valtrompia e particolarmente Brozzo.
Nell'autunno del 1735, nell'ambito della guerra di successione spagnola, le truppe savoiarde arrivano a Brozzo, che spende per foraggiarle il suo misero bilancio comunale.
Nel 1797, a fine aprile e nei primi giorni di maggio, i Francesi di Napoleone contrattaccano le forze valtrumpline fedeli a Venezia nei pressi di Brozzo, causando l'incendio di ventiquattro case.
Un tempo comune autonomo, Brozzo si unì con Cesovo su ordine di Napoleone.
Nel 1906 è inaugurato il servizio tranviario Gardone-Brozzo.
Nel 1906 a Brozzo viene acquistato un nuovo concerto di campane formato da cinque bronzi, per i quali il fonditore Luigi Cavadini di Verona dichiara di avere utilizzato nella fusione alcuni cannoni francesi.
Dopo l'unità d'Italia il paese crebbe da meno a più di seicento abitanti. Fu il fascismo a decidere la soppressione del comune unendolo a Marcheno.